# Robert Mudražija
Robert Mudražija (Zagabria, 5 maggio 1997) è un calciatore croato, centrocampista della Lokomotiva Zagabria.

## Caratteristiche tecniche
Centrocampista centrale, capace di giocare anche da trequartista, per la sua visione di gioco e per la tecnica è stato paragonato al connazionale Luka Modrić.

## Carriera

### Club
Il 12 giugno 2025 viene acquistato dalla Dinamo Zagabria.

### Nazionale
Ha giocato nelle nazionali giovanili croate Under-18, Under-19, Under-20 ed Under-21.

## Statistiche

### Presenze e reti nei club
Statistiche aggiornate al 26 febbraio 2021.
| Stagione           | Squadra            | Campionato         | Campionato | Campionato | Coppe nazionali | Coppe nazionali | Coppe nazionali | Coppe continentali | Coppe continentali | Coppe continentali | Altre coppe | Altre coppe | Altre coppe | Totale | Totale |
| Stagione           | Squadra            | Comp               | Pres       | Reti       | Comp            | Pres            | Reti            | Comp               | Pres               | Reti               | Comp        | Pres        | Reti        | Pres   | Reti   |
| ------------------ | ------------------ | ------------------ | ---------- | ---------- | --------------- | --------------- | --------------- | ------------------ | ------------------ | ------------------ | ----------- | ----------- | ----------- | ------ | ------ |
| 2014-2015          | NK Zagabria        | 1. HNL             | 17         | 1          | CC              | -               | -               | -                  | -                  | -                  | -           | -           | -           | 17     | 1      |
| 2015-2016          | NK Zagabria        | 1. HNL             | 22         | 0          | CC              | 2               | 0               | -                  | -                  | -                  | -           | -           | -           | 24     | 0      |
| Totale NK Zagabria | Totale NK Zagabria | Totale NK Zagabria | 39         | 1          |                 | 2               | 0               |                    | -                  | -                  |             | -           | -           | 41     | 1      |
| 2016-2017          | Liefering          | EL                 | 10         | 0          | ÖC              | -               | -               | -                  | -                  | -                  | -           | -           | -           | 10     | 0      |
| 2017-2018          | Osijek             | 1. HNL             | 31         | 1          | CC              | 1               | 0               | UEL                | 5                  | 0                  | -           | -           | -           | 37     | 1      |
| 2018-gen. 2019     | Osijek             | 1. HNL             | 11         | 1          | CC              | 1               | 0               | UEL                | 3                  | 1                  | -           | -           | -           | 15     | 2      |
| Totale Osijek      | Totale Osijek      | Totale Osijek      | 42         | 2          |                 | 2               | 0               |                    | 8                  | 1                  |             | -           | -           | 52     | 3      |
| gen.-giu. 2019     | Copenaghen         | SL                 | 2          | 0          | CD              | 0               | 0               | UEL                | -                  | -                  | -           | -           | -           | 2      | 0      |
| 2019-2020          | Copenaghen         | SL                 | 10         | 0          | CD              | 0               | 0               | UCL+UEL            | 0+4                | 0                  | -           | -           | -           | 14     | 0      |
| 2020-gen. 2021     | Copenaghen         | SL                 | 8          | 0          | CD              | 2               | 0               | UEL                | 2                  | 1                  | -           | -           | -           | 12     | 1      |
| Totale Copenaghen  | Totale Copenaghen  | Totale Copenaghen  | 20         | 0          |                 | 2               | 0               |                    | 6                  | 1                  |             | -           | -           | 28     | 1      |
| gen.-giu. 2021     | Rijeka             | 1. HNL             | 4          | 0          | CC              | 0               | 0               | UEL                | -                  | -                  | -           | -           | -           | 4      | 0      |
| Totale carriera    | Totale carriera    | Totale carriera    | 115        | 3          |                 | 6               | 0               |                    | 14                 | 2                  |             | -           | -           | 135    | 5      |

### Cronologia presenze e reti in nazionale
| Cronologia completa delle presenze e delle reti in nazionale ― Croazia under 21 | Cronologia completa delle presenze e delle reti in nazionale ― Croazia under 21 | Cronologia completa delle presenze e delle reti in nazionale ― Croazia under 21 | Cronologia completa delle presenze e delle reti in nazionale ― Croazia under 21 | Cronologia completa delle presenze e delle reti in nazionale ― Croazia under 21 | Cronologia completa delle presenze e delle reti in nazionale ― Croazia under 21 | Cronologia completa delle presenze e delle reti in nazionale ― Croazia under 21 | Cronologia completa delle presenze e delle reti in nazionale ― Croazia under 21 |
| Data                                                                            | Città                                                                           | In casa                                                                         | Risultato                                                                       | Ospiti                                                                          | Competizione                                                                    | Reti                                                                            | Note                                                                            |
| ------------------------------------------------------------------------------- | ------------------------------------------------------------------------------- | ------------------------------------------------------------------------------- | ------------------------------------------------------------------------------- | ------------------------------------------------------------------------------- | ------------------------------------------------------------------------------- | ------------------------------------------------------------------------------- | ------------------------------------------------------------------------------- |
| 10-9-2018                                                                       | Hrodna                                                                          | Bielorussia under 21                                                            | 0 – 4                                                                           | Croazia under 21                                                                | Qual. Europeo Under-21 2019                                                     | -                                                                               | 70’                                                                             |
| 15-11-2018                                                                      | Beauvais                                                                        | Francia under 21                                                                | 2 – 2                                                                           | Croazia under 21                                                                | Amichevole                                                                      | -                                                                               | 68’                                                                             |
| Totale                                                                          |                                                                                 | Presenze                                                                        | 2                                                                               |                                                                                 | Reti                                                                            | 0                                                                               |                                                                                 |